# Nam Đồn

Vị trí Nam Đồn tại Đài Trung

Nam Đồn (tiếng Trung: 南屯區; bính âm: Nántún Qū) là một khu (quận) của thành phố Đài Trung, Trung Hoa Dân Quốc (Đài Loan). Trước đây, Nam Đồn là một khu vực nông nghiệp, tuy nhiên từ thập niên 1990 nơi đây đã có sự phát triển mạnh mẽ. Nam Đồn hiện có diện tích 31,2578 km², dân số vào tháng 8 năm 2011 là 155.101 người, mật độ đạt 4962 người/km²